# Manuel González de los Santos
Manuel González de los Santos (1765-1848), apodado "El Granadino" fue un escultor e imaginero neocasicista de Granada.

## Biografía
Era hijo del también escultor Felipe González. A este escultor se le deben obras como la Santísima Trinidad que corona el retablo de San Miguel de la Catedral de Granada, la Virgen del Sacromonte, de la abadía del mismo nombre; la Divina Pastora de la iglesia de Capuchinos de Granada; San Diego de Alcalá de la parroquia granadina de Dúrcal y el Buen Pastor de la iglesia gaditana de San Francisco de Tarifa.
La ejecución de la Virgen de la Soledad se data dentro del siglo XIX, si bien las fichas del Museo de Artes y costumbres la ubican concretamente en 1847.